# Mešita Násir al Mulk
Mešita Násir al Mulk (persky مسجد نصیر الملک‎ Masdžid-e Násir al Mulk), také známá jako Růžová mešita, je mešita v centru íránského Šírázu. Nachází se v městské části Gowad-e-Arabān, poblíž mauzolea Šáh Čerag.

## Název
Název „Růžová mešita“, byl odvozen z detailně propracovaného obkladu mozaiky, která sestává z růžového tónování se záměrem navození dojmu východu a západu slunce. Také vnější i vnitřní výzdoba v podobě vzorů růže částečně charakterizuje samotné město Šíráz, v němž se pěstuje okolo tří set druhů této květiny.

## Popis
Vnitřní prostor mešity tvoří plocha 2 890 m2. Ve vnitřním dvoru leží obdélníkový bazén. Do severní strany je zasazen perleťový oblouk s malbou veršů z koránu. Na východě probíhá hlavní loď se sloupořadím a západ sestává z hlavní mešity vyzdobené barevnými okny. V interiéru byly použity dlaždice černé, bílé, modré, červené, žluté a hnědooranžové barvy, charakteristických pro místní šírázskou architekturu.
Do fasády jsou zasazena prostorná okna, která obsahují vitráže, s barevnými skly zobrazujícími tradiční muslimské motivy a výjevy, například vzor Panj Kāse. Každá vitráž je zdobena v jiném stylu – první používá skla s převážně pravoúhlými prvky včetně kosočtverců, druhá vyobrazuje květinové vzory, třetí obsahuje kaleidoskopické schéma atd. Výsledný dojem má být zesílen kombinací teplých a studených odstínů v každé jednotlivé mozaice. Okna z hlavního sálu směřují na východ, což vytváří nejintenzivnější hru barev v dopoledních hodinách po východu slunce. Podlaha je pokryta šírázským kobercem.

## Historie
Mešita byla vystavěna během absolutistické vlády dynastie Kádžárovců v Persii, když její zakázku zadal místní vládce Mirzā Hasan ali Násir al Mulk. Na stavbě se pracovalo mezi lety 1876–1888. Návrh zpracovali perští architekti Mohammad Hasan-e-Memār a Mohammad Rezā Kāshi-Sāz-e-Širāzi.
Restaurační práce, údržba a opravy podléhají mezinárodním standardům pro nakládání s kulturními památkami. Finanční zázemí poskytuje Nadační fond Násira al Mulka.

## Galerie

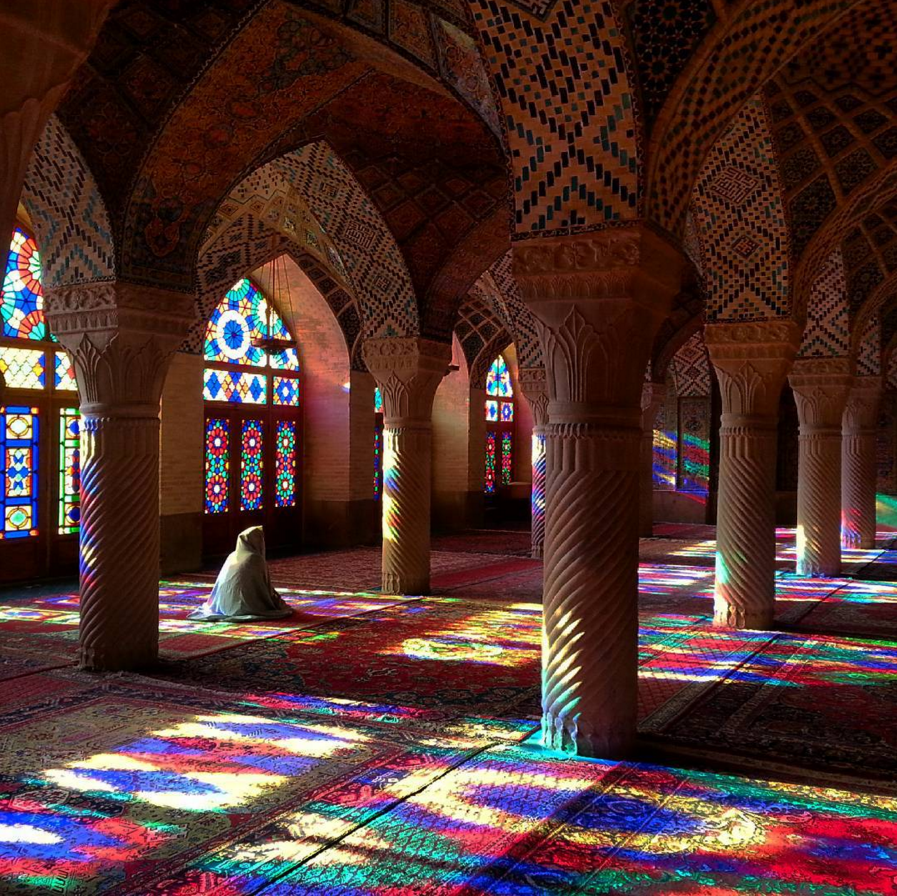
Modlící se v mešitě
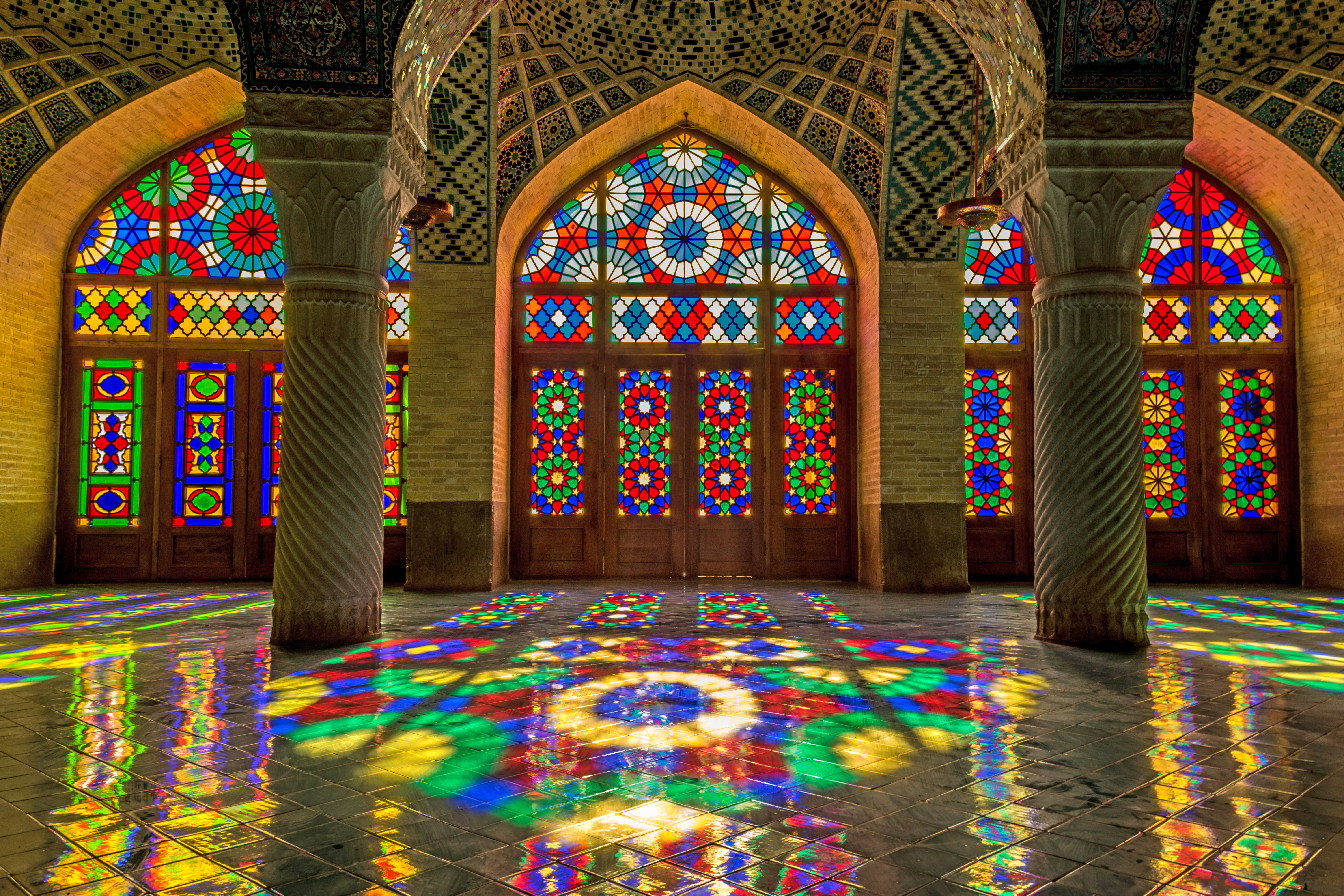
Barevné vitráže
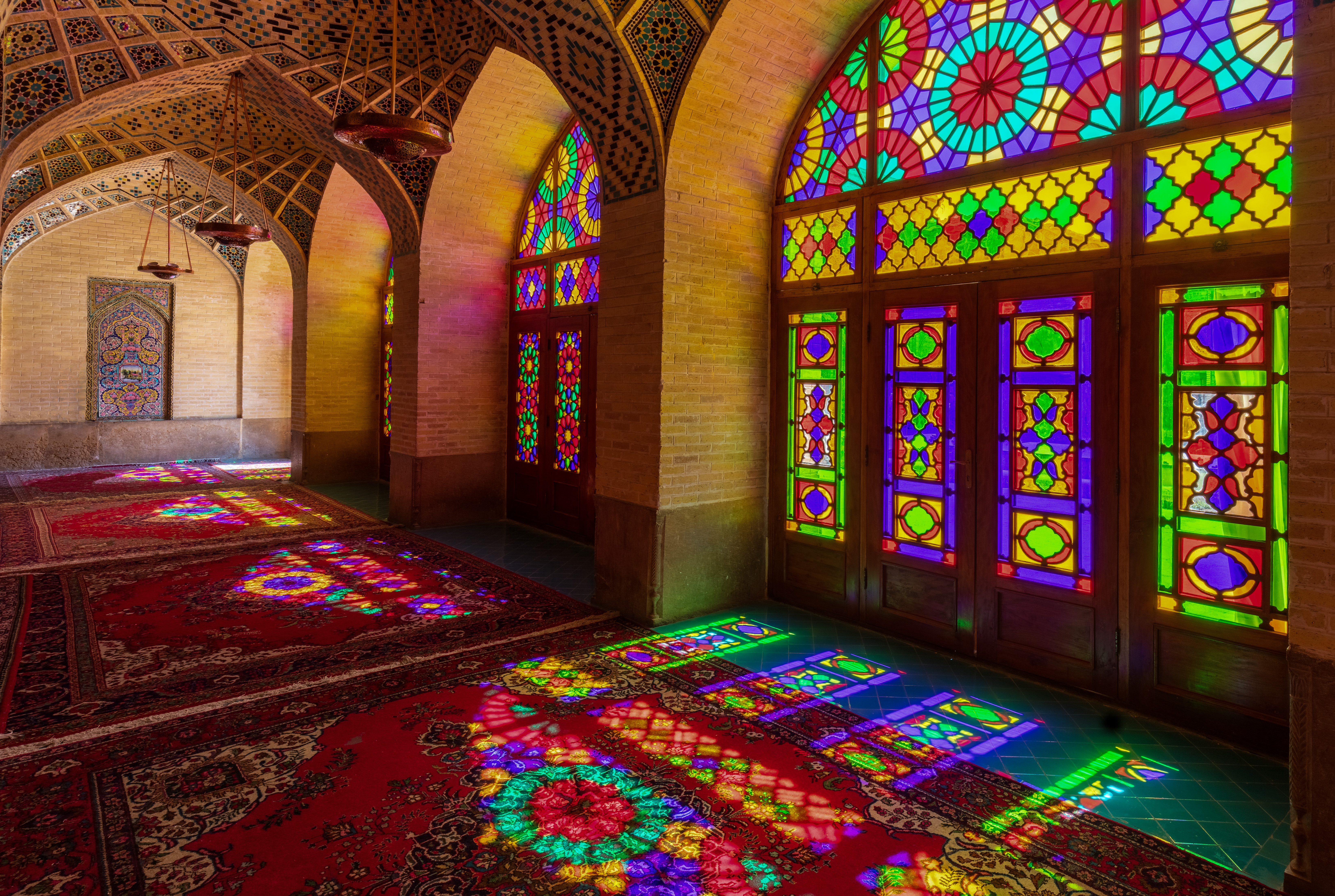
Barevné vitráže
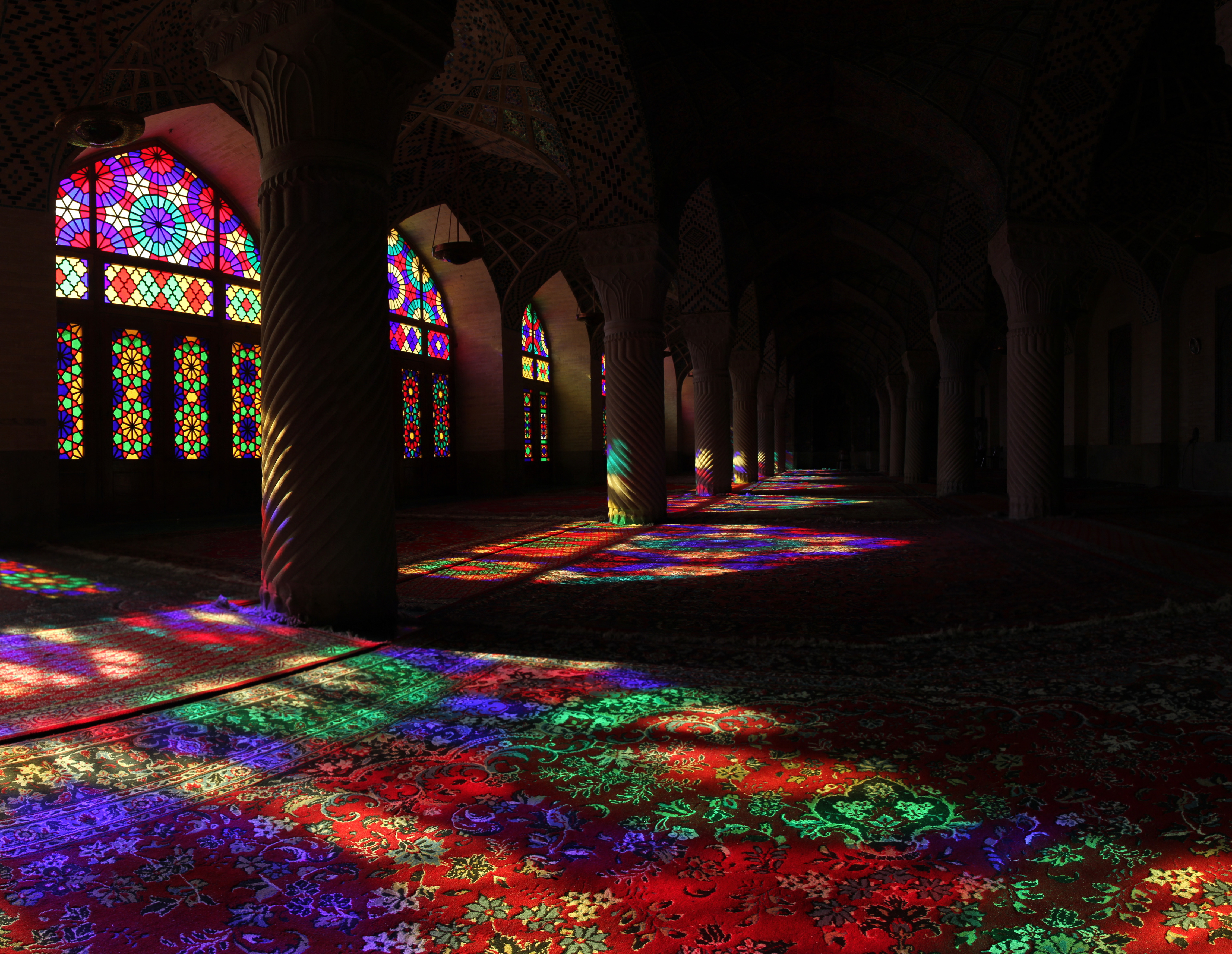
Barevné vitráže
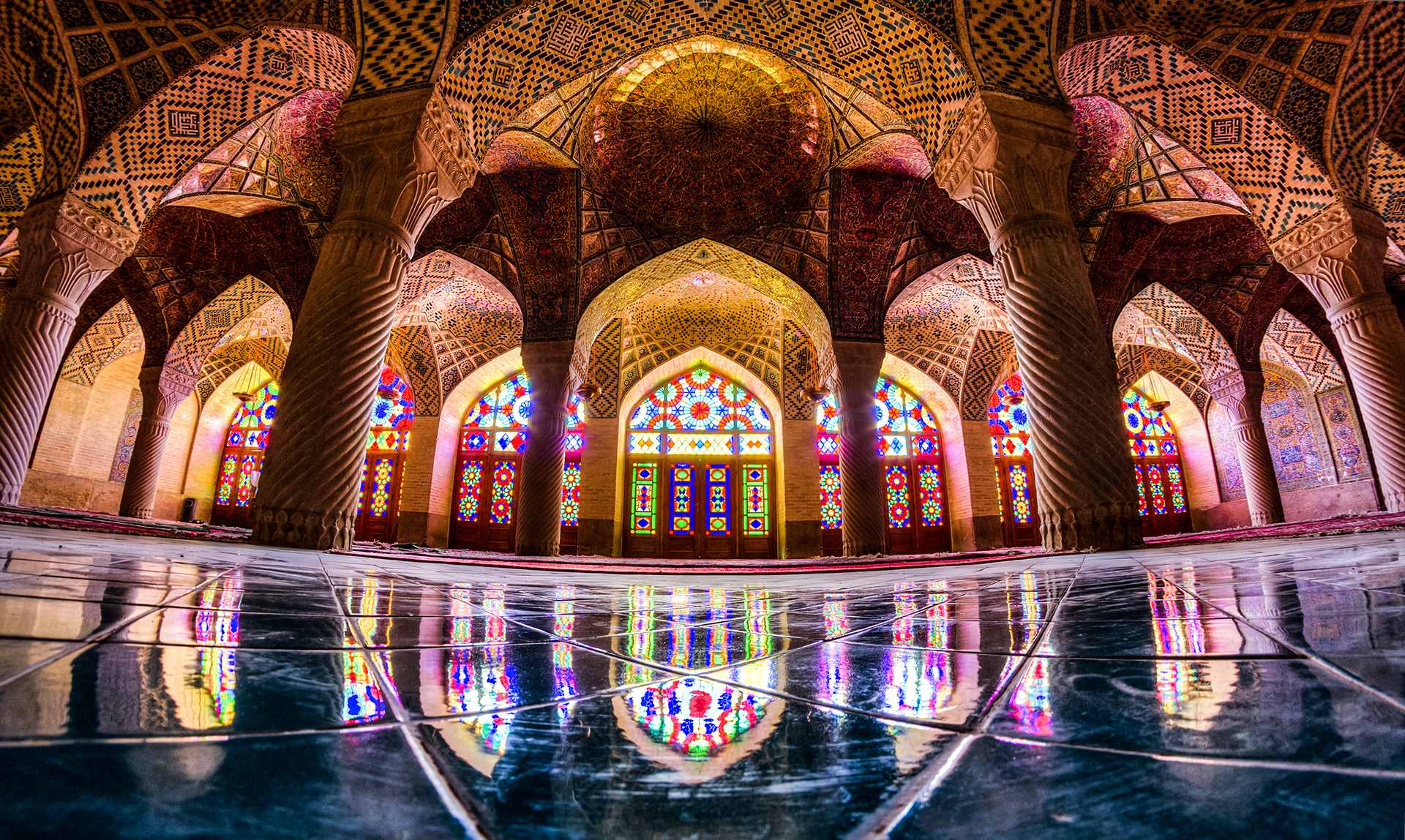
Interiér mešity
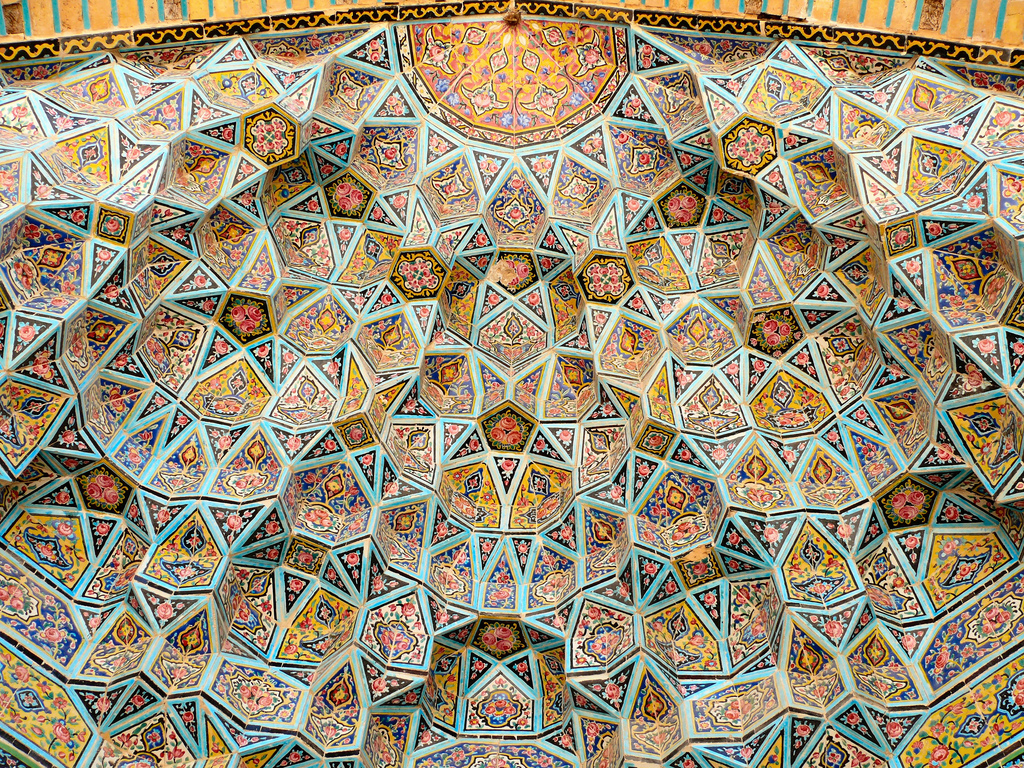
Zdobné výklenky muqarnas v oblouku
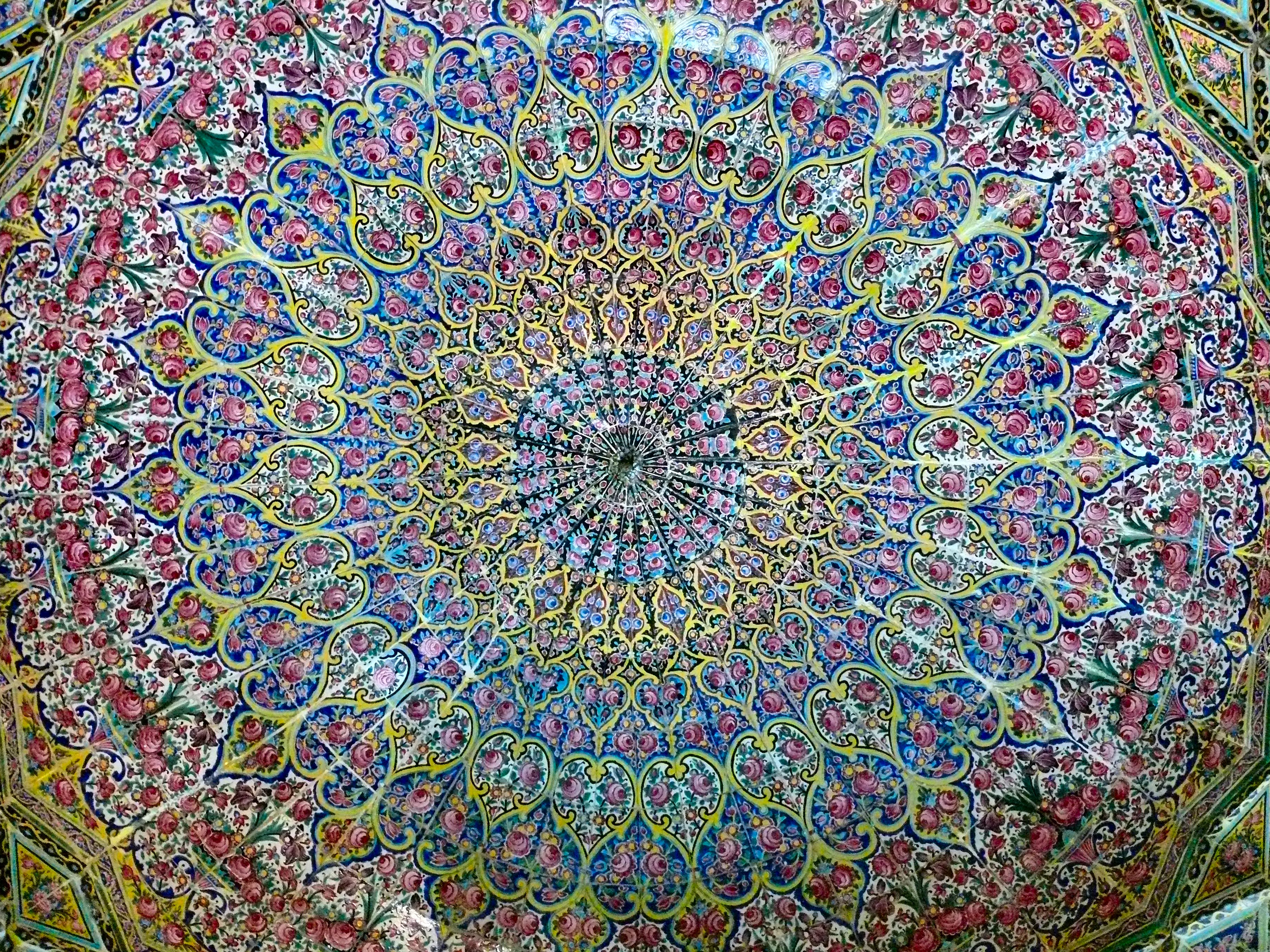
Rozetová dekorace stropu
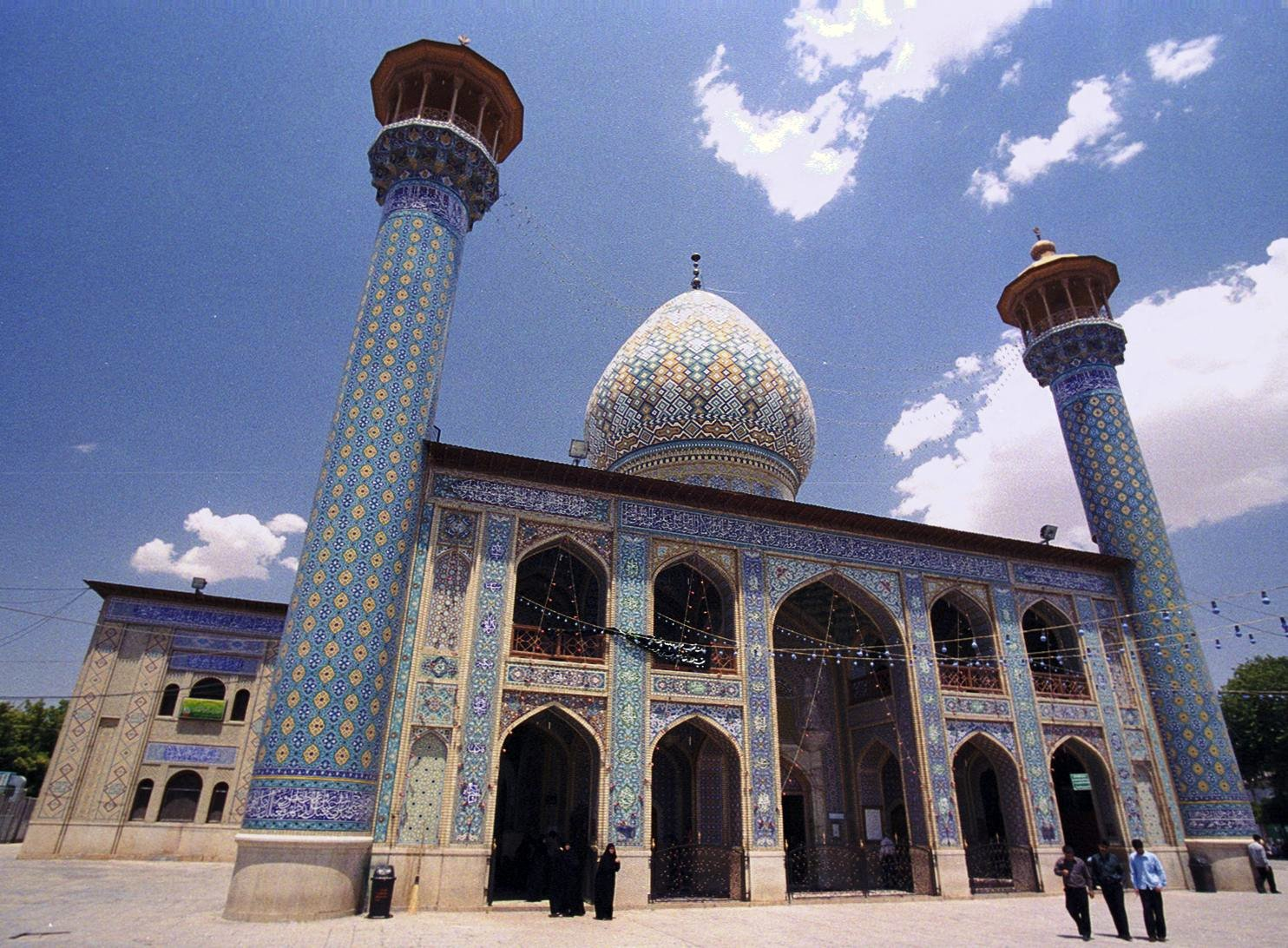
Exteriér mešity
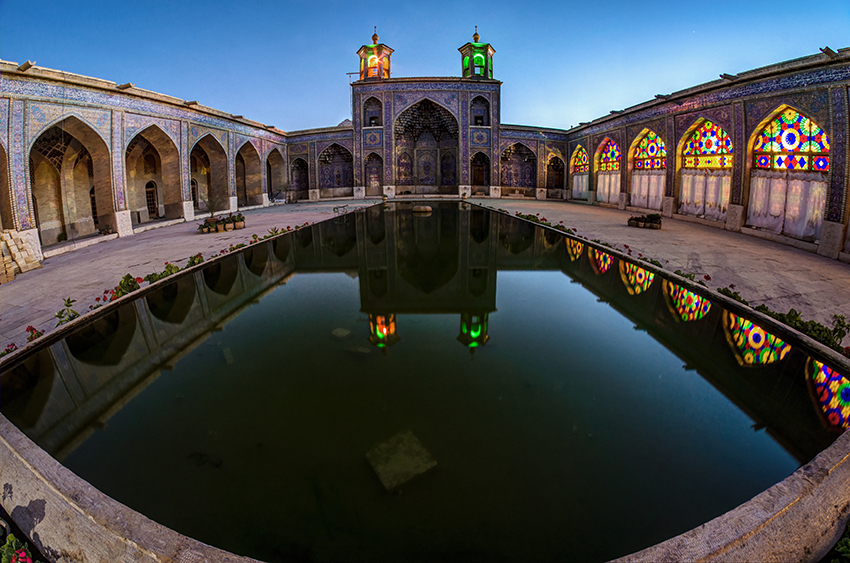
Vnitřní dvůr